# Hannah Botterman
Hannah Ruby Botterman (Stevenage, 8 giugno 1999) è una rugbista internazionale per l'Inghilterra, che milita come pilone nel Bristol.

## Biografia
Originaria di Stevenage, nell'Hertfordshire, si formò rugbisticamente a Datchworth e, a seguire, a Welwyn Garden City, due località della stessa contea.
Nel 2017 fu ingaggiata dalla sezione femminile del Saracens a Londra e, in quello stesso anno, esordì in nazionale maggiore contro il Canada dopo la Coppa del Mondo.
Con le Sarries Botterman è vincitrice di due titoli consecutivi di Premiership femminile nel 2018 e nel 2019 e di un terzo nel 2022.
Nel 2022 fu tra le convocate alla Coppa del Mondo 2021 tenutasi con un anno di posticipo rispetto alla data prevista, a causa della pandemia di COVID-19: con la squadra inglese giunse fino alla finale (alla quale tuttavia non prese parte), persa contro le padrone di casa della Nuova Zelanda.
Da giugno 2023 milita nella sezione femminile del Bristol.

### Vita privata
Hannah Botterman è dichiaratamente omosessuale; è sentimentalmente legata con la compagna di squadra a Bristol, e anch'essa internazionale inglese, Holly Aitchison.